# Xã Perry, Michigan
Xã Perry (tiếng Anh: Perry Township) là một xã thuộc quận Shiawassee, tiểu bang Michigan, Hoa Kỳ. Năm 2010, dân số của xã này là 4.327 người.